# Gunz (Unternehmen)

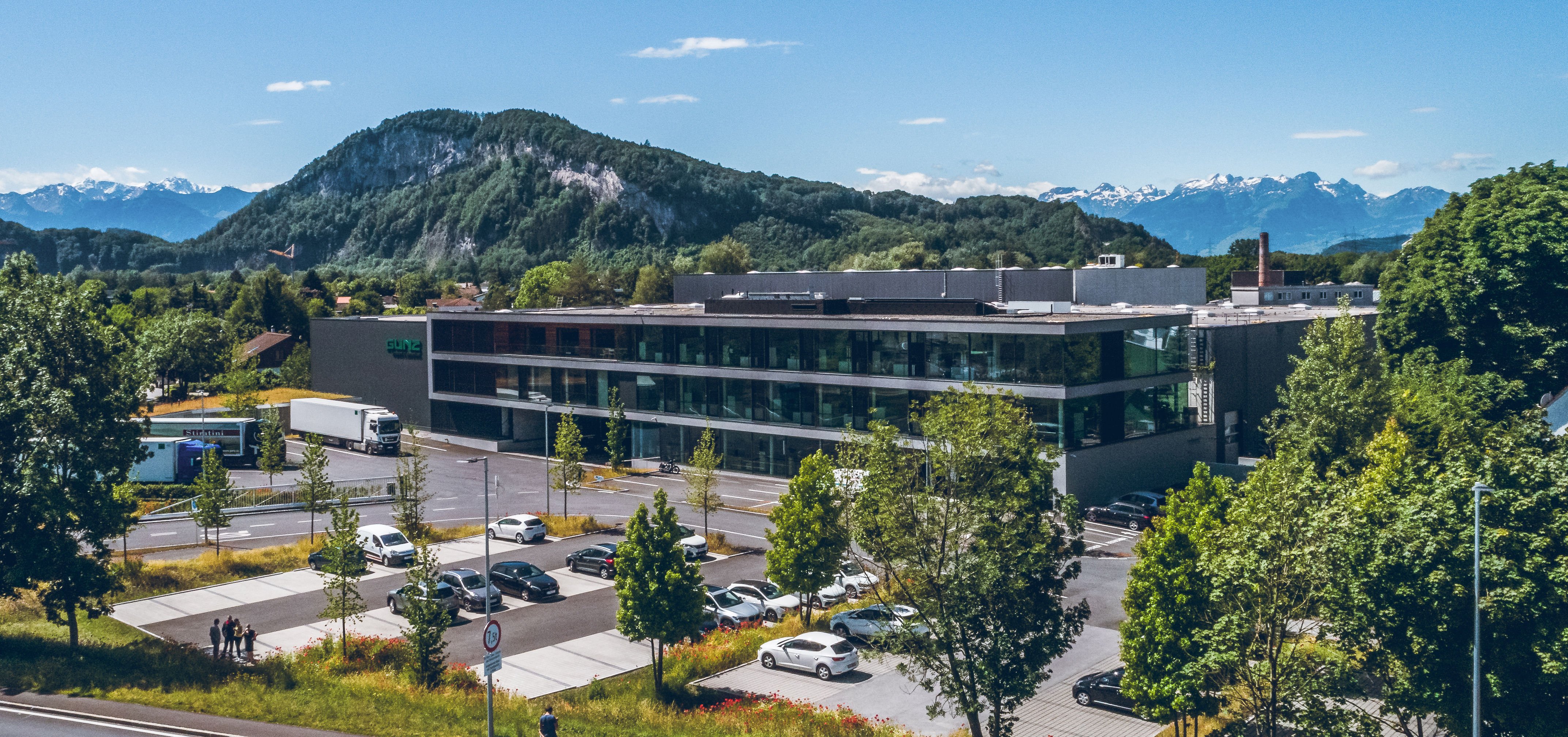
Luftbild der Hauptniederlassung in Mäder

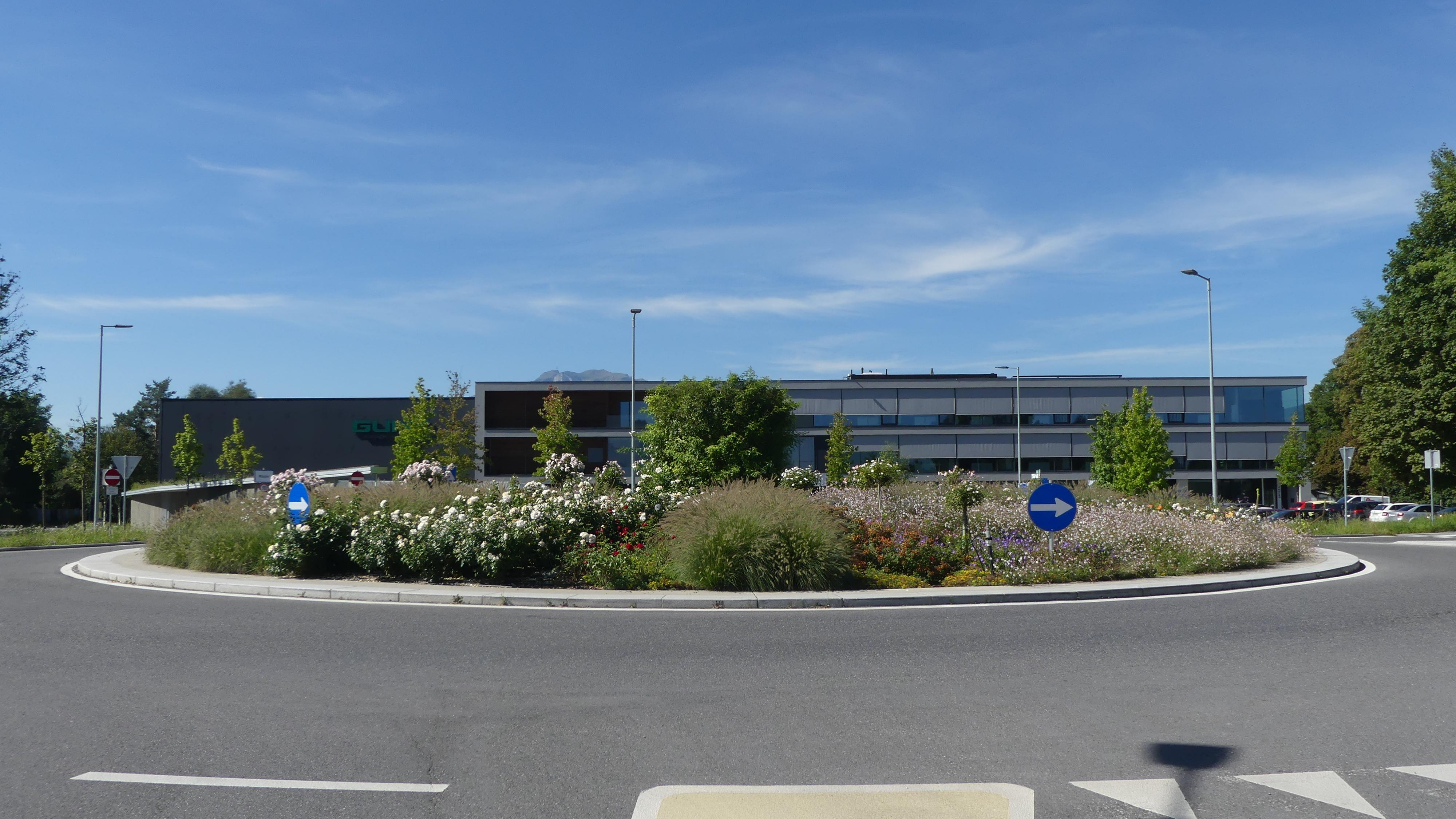
Der von der Firma Gunz finanzierte Kreisverkehr erleichtert – vor allem für LKW – die Zufahrt zur Hauptniederlassung

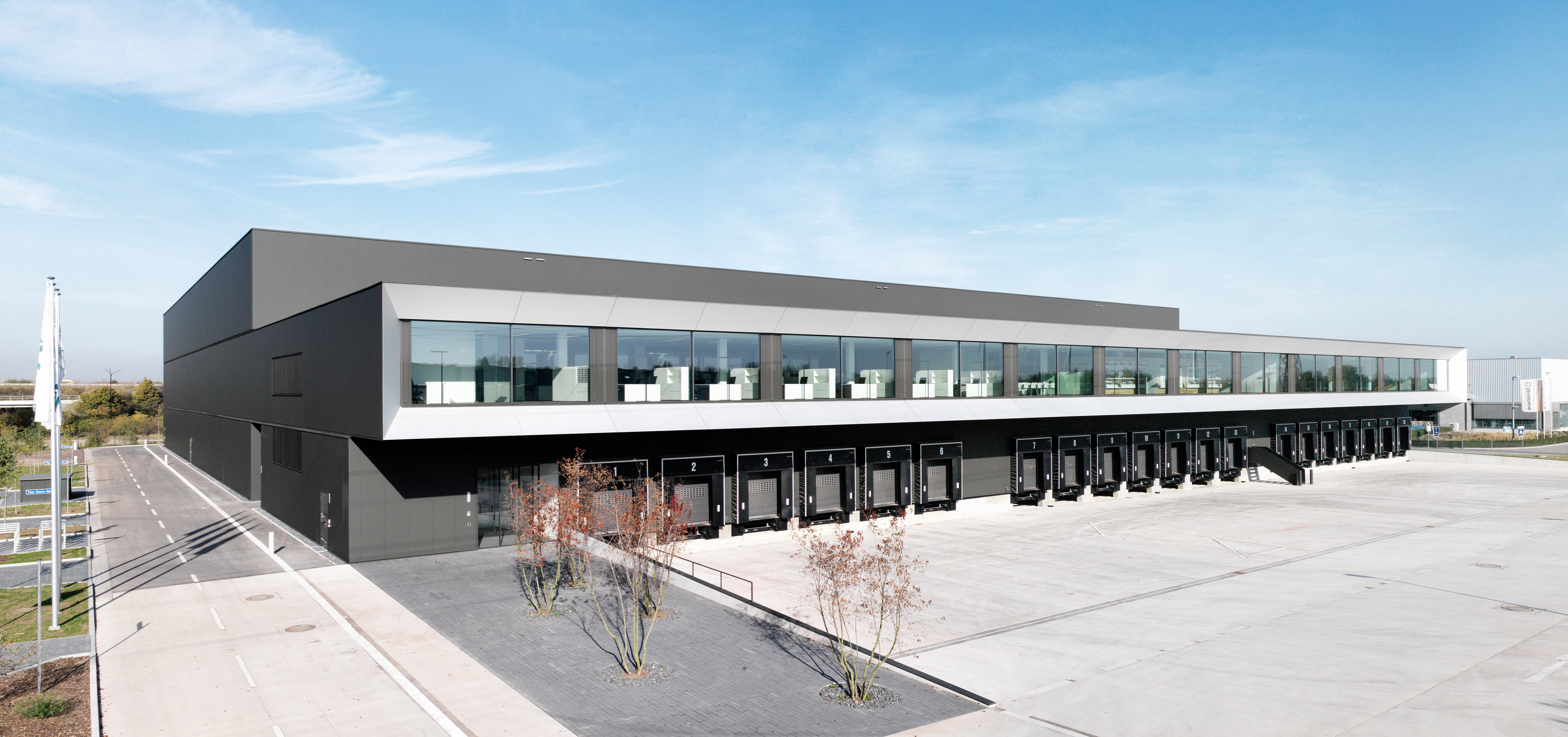
Luftbild der Zweigniederlassung Magdeburg

Die Gunz Warenhandels GmbH ist ein österreichischer Importeur, Exporteur und Hersteller von Eigenmarken im Bereich Lebensmittel.

## Standorte
Das Unternehmen verfügt über Niederlassungen in Mäder (Hauptniederlassung), Magdeburg (Zweigniederlassung) und Minsk (Gunz Eurasia LLC).

## Geschichte
Im Jahr 1986 wurde das Gunz Importhaus in Dornbirn von Helmut Gunz gegründet. Der Schwerpunkt lag auf dem Vertrieb von Lebensmittelmarken in Österreich. 1995 trat Bruder Werner Gunz in die Geschäftsleitung ein. Mit der Marktöffnung durch die EU wurde der Fokus vermehrt auf den Export gerichtet; 1996 wurde das Unternehmen von einem Import- zu einem Exportunternehmen. Ein Jahr später erfolgte die Einführung der ersten eigenen Gunz-Marken.
Im Jahr 2004 wurden die Hauptniederlassung und das Zentrallager in Mäder neu gebaut, 2007 wurde das Zentrallager vergrößert. Eine nächste Lagererweiterung folgte im Jahr 2009 mit dem Neubau eines klimatisierten Lagers. 2010 wurde der Bürotrakt in der Verwaltung um einen weiteren Stock ergänzt und damit die Bürokapazitäten um 1200 m² erhöht, was mehr als einer Verdoppelung entspricht. Im selben Jahr wurde der Gunz-Shop, welcher als Show-Room dient, komplett umgebaut. In diesem Shop wird das gesamte Sortiment mit mehr als 1200 Artikeln angeboten.
In den Jahren 2011 und 2012 wurde in Magdeburg ein neues Logistikzentrum auf einer Grundfläche von 28.000 m² errichtet.
Die Marke von 100 Millionen Euro Umsatz überschritt Gunz mit dem Geschäftsjahr 2013.
Firmengründer Helmut Gunz verließ aufgrund seiner Pensionierung Anfang 2014 das Unternehmen und Werner Gunz übernahm die Geschäftsführung gemeinsam mit seinen Kindern Stefan, Simone und Daniel Gunz.
In den Jahren 2010 bis 2016 konnte Gunz den Umsatz beinahe verdoppeln, 94,5 % der Verkäufe werden in insgesamt 90 Länder exportiert. 2016 erzielte die Firma Gunz Warenhandels GmbH ein Umsatzplus von 5,3 %. Die wichtigsten Exportländer sind dabei Deutschland, die Schweiz, Frankreich und die Niederlande.
Anfang 2016 wurde die Geschäftsleitung durch Michael Temel erweitert. Die Geschäftsleitung bestand nun aus: Werner Gunz, Stefan Gunz, Simone Gunz und Michael Temel.
Im Jahr 2017 wurde Gunz Eurasia LLC mit Sitz in Minsk (Belarus) gegründet. Das Unternehmen ist eine 100-%-Tochter-Firma der Gunz Österreich und wurde im März 2017 in das Firmenbuch eingetragen. Weiters wurde eine Kooperation mit Fairtrade Österreich geschlossen und es werden sukzessive alle kakaohaltigen Produkte im Sortiment auf nachhaltigen Fairtrade Kakao umgestellt.
In den Jahren 2018 und 2019 wurden neue Partnerschaften mit den Fußballclubs FC Bayern München und BVB Borussia Dortmund gegründet. Dadurch wird das Sortiment um Lebensmittel-Fan-Artikel erweitert.
Im Herbst 2020 setzte sich Werner Gunz zur Ruhe und übergab das Unternehmen an seinen Schwiegersohn Michael Temel.
Im Jahr 2021 erfolgt die gesellschaftsrechtliche Übergabe des Unternehmens. Damit ist Michael Temel alleiniger Geschäftsführer und Eigentümer des Familienbetriebs.
Im Jahr 2022 unternahm das Unternehmen gemeinsam mit Fairtrade eine Reise an die Elfenbeinküste. Die Eindrücke vor Ort führten zur Idee, ein Schulprojekt zu starten. Daraus entwickelte sich ein langfristiges Engagement in der Region, das u. a. den Neubau und die Renovierung von Schulen umfasst.
Ende des Jahres 2024 erweitern drei Vereine das Fußball-Merchandising Sortiment. Produkte der drei niederländischen Vereine Feyenoord Rotterdam, Ajax Amsterdam und PSV Eindhoven sind ab 2025 erhältlich.
Die Entwicklungszusammenarbeit mit der Region Côte d’Ivoire wurde durch eine offizielle Kooperation mit der Austrian Development Agency (ADA) erweitert. Zudem führte das Unternehmen in diesem Jahr eine firmeneigene B2B-Webshop-App ein, um Geschäftskunden weltweit einen flexiblen Zugang zum Sortiment zu ermöglichen.

## Geschäftsbereiche und Eigenmarken
Die Gunz Warenhandels GmbH unterteilt ihr Sortiment in die Geschäftsbereiche Süßwaren, Gebäcke und Backwaren, Pralinen und Schokolade, Snackartikel, Nährmittel, Getränke, Ländersortimente, Lizenzartikel und Saisonsortimente. Gesamt umfasst das Portfolio des Unternehmens 20 eigene Gunz-Marken. Aus allen Segmenten gemischt ergeben sich mehr als 1200 Artikel.
Folgende Marken stehen für folgende Geschäftsbereiche:
- Lizenzprodukte: FC Bayern München, BVB Borussia Dortmund, Feyenoord Rotterdam, Ajax Amsterdam, PSV Eindhoven
- Süßwaren: Woogie
- Gebäcke und Backwaren: Pâtisserie Mathéo, Papagena, Feiny Biscuits und Meister Moulin
- Pralinen und Schokolade: Mâitre Truffout und Sir Charles
- Snackartikel: Snackline, Stiratini
- Nährmittel: Gina, Wiko
- Getränke: Bad Dog, Ginetto, Mühlebach und Rothenberger
- Ländersortimente: Piacelli, Asia Gold, Don Fernando und Ivanka
- Saisonsortimente: Only

## Gunz-Shop
In der Hauptniederlassung in Mäder wird ein Gunz-Shop geführt, welcher gleichzeitig als Showroom dient.